# T-20 Komsomolets
Pour les articles homonymes, voir Komsomolets.
Le tracteur d'artillerie T-20 Komsomolets (en russe : Bronirovannyy gousenitchnyy tyagach Komsomolets T-20, littéralement : « Tracteur d'artillerie T-20 blindé à chenilles ») fut conçu en 1936 dans l'usine Ordzhonikidze implantée à Moscou. Ces chenillettes furent produites entre 1937 et 1941 dans l'usine no 37, mais également dans les usines de tracteurs de Stalingrad (en) et GAZ.

## Développement
Le tracteur T-20 fut conçu pour tracter des pièces d'artillerie légères tel que le canon antichar de 45 mm et le mortier lourd de 120 mm. Le T-20 pouvait tracter ces deux types d'armement ensemble ainsi qu'une petite quantité de munitions, généralement dans un affût, plus six hommes. Deux affûts pouvaient être tractés pour augmenter les réserves en munitions.

## Description
Le conducteur et le commandant du véhicule se trouvaient dans un compartiment à l'avant. Celui-ci était entièrement blindé et équipé d'une mitrailleuse Degtiarev DP de 7,62 mm. Les deux compartiments situés sur les côtés étaient destinés aux artilleurs des pièces tractées. Ceux-ci étaient assis dos-à-dos dans des sièges tournés vers l'extérieur. Une bâche pouvait être montée au-dessus d'eux pour les protéger des intempéries en cas de mauvais temps.

## Variantes
En 1941, certains T-20 furent transformés en chasseurs de char en recevant le canon antichar ZIS-2 de 57 mm : ils prirent le nom de ZiS-30.
- Un T-20 Komsomolets au musée du manège à Suomenlinna.

"Un
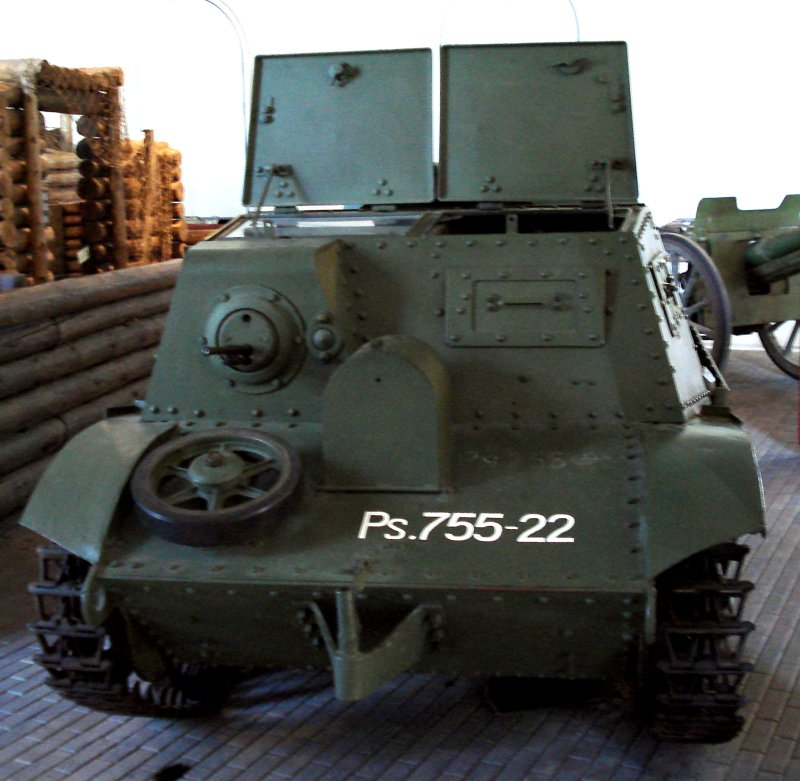
De face.
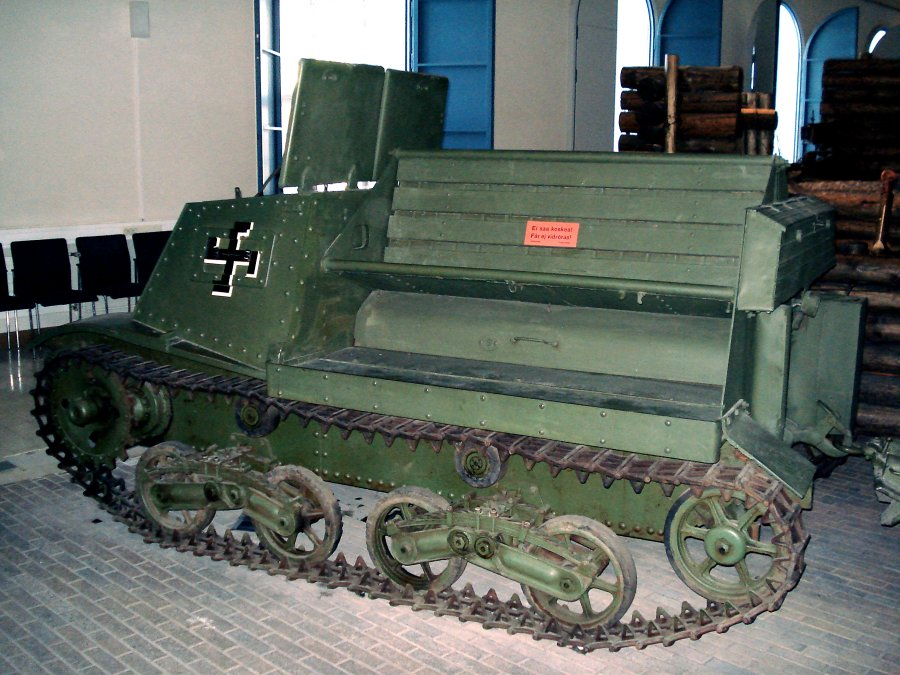
De côté, montrant le marquage finlandais.